# Innerfjäderkoppling
Innerfjäderkoppling är en elektromekanisk anordning som inuti ett växelfält, telejack eller telefonväxelpanel etablerar en förbindelse mellan en ingång och utgång i växelfältet när inget växelsnöre eller motsvarande är anslutet. 
Syftet med kopplingen är att kunna skapa en standardanslutning som uppfyller den normalt önskade signalvägen genom växeln men där man ibland vill förändra kopplingen. 

## Förekommer i
- Snörväxel
- Korskoppling
- Jackväxel
- Brytplint, tex system Krone.